# 艾爾斯 (伊利諾伊州卡羅爾縣)
艾爾斯（英語：Ayers）是位於美國伊利諾伊州卡洛爾縣的一個非建制地區。該地的面積和人口皆未知。

## 地理
艾爾斯的座標為42°03′34″N 90°06′56″W / 42.05944°N 90.11556°W，而該地的平均海拔高度為186米（即610英尺）。